# UTC+1:00

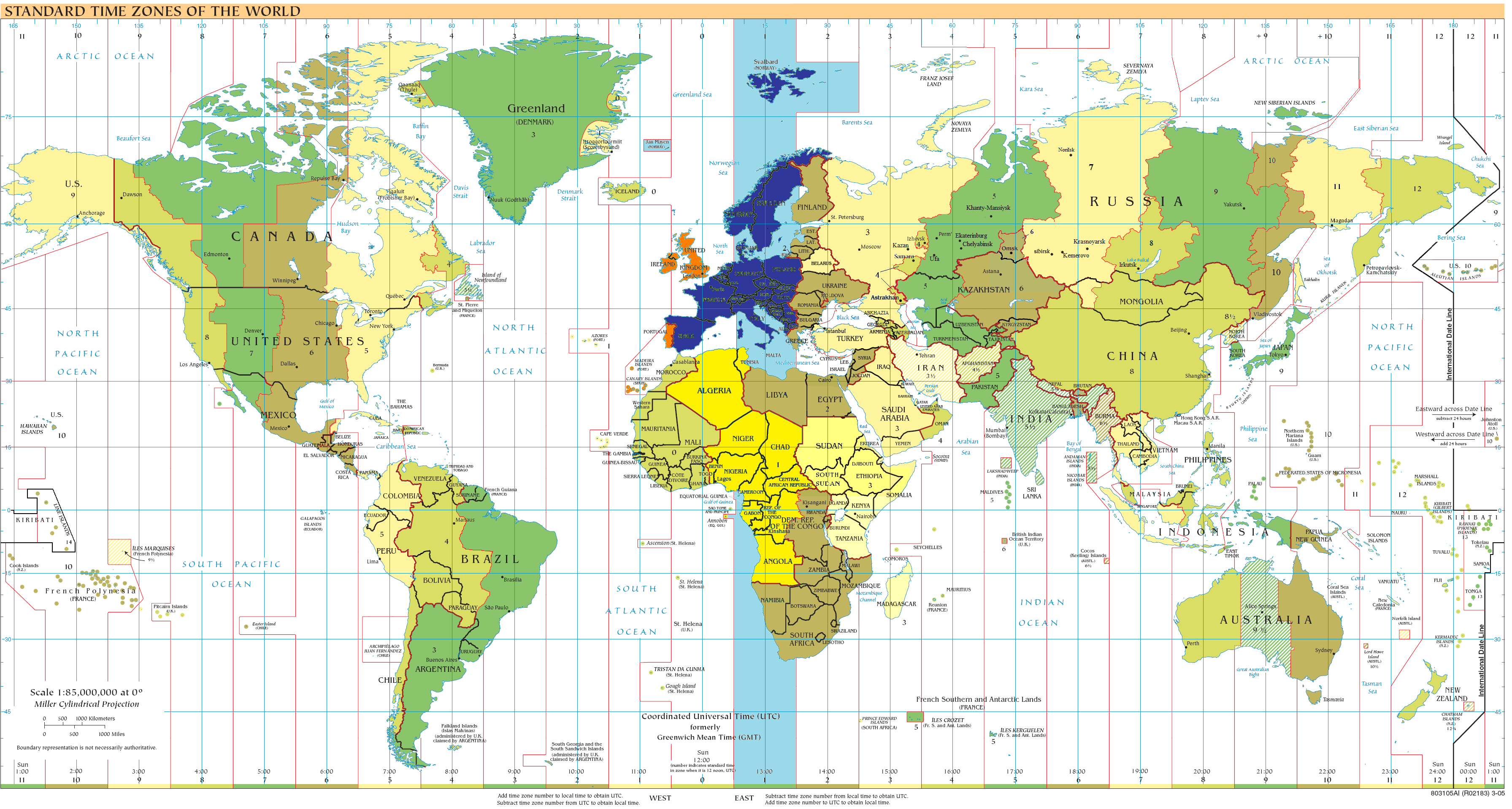
UTC+1 на карте часовых поясов мира:
синим — центральноевропейское время в зоне UTC+1 зимой (ноябрь-март) в Северном полушарии (летом (апрель-октябрь) — UTC+2);
голубым — зона UTC+1 в океанах;
ярко-жёлтым — зона UTC+1 круглогодично;
оранжевым — западно-европейское летнее время (зона UTC+1 летом (апрель-октябрь) в Северном полушарии), а также
намибийское время зимой (апрель-октябрь) в Южном полушарии — UTC+1 (летом (ноябрь-март) — UTC+2)

UTC+1 (зимой — Центральноевропейское время; MSK-2) — часовой пояс, использующийся в следующих государствах и территориях:

## В течение всего года
- Алжир
- Ангола
- Бенин
- Габон
- ДРК:
  - Кванго
  - Квилу
  - Киншаса
  - Монгала
  - Северное Убанги
  - Центральное Конго
  - Чуапа
  - Экваториальная провинция
  - Южное Убанги
- Камерун
- Республика Конго
- Марокко, в том числе  САДР[1]
- Нигерия
- Тунис
- ЦАР
- Чад
- Экваториальная Гвинея

## Зимой вСеверном полушарии(ноябрь — март)
- Австрия
- Албания
- Андорра
- Бельгия
- Босния и Герцеговина
- Ватикан
- Венгрия
- Германия
- Гибралтар (Великобритания)
- Дания
- Испания
- Италия
- Косово[1][2]
- Лихтенштейн
- Люксембург
- Северная Македония
- Мальта
- Монако
- Нидерланды
- Норвегия
- Польша
- Сан-Марино
- Сербия
- Словакия
- Словения
- Франция
- Хорватия
- Черногория
- Чехия
- Швейцария
- Швеция
- Шпицберген (Норвегия)
- Ян-Майен (Норвегия)

## Летом вСеверном полушарии(апрель — октябрь)
- Фарерские острова (Дания)
- Великобритания
- Ирландия
- Остров Мэн ( Великобритания)
- Гернси ( Великобритания)
- Джерси ( Великобритания)
- Португалия
- Мадейра ( Португалия)